# Alfred North Whitehead
Alfred North Whitehead, OM, britanski matematik in filozof, * 15. februar 1861, † 30. december 1947.
Sprva se je ukvarjal z matematiko, logiko in fizika, s svojim nekdanjim študentom Bertrandom Russellom je napisal delo Principia  Mathematica v treh knjigah, ki velja za eno najpomembnejših del matematične logike v 20. stoletju. Kasneje se je preusmeril v filozofijo znanosti in metafiziko ter razvil procesno filozofijo, radikalno novo filozofsko šolo.